# Море, море
«Море, море» (англ. The Sea, the Sea) — роман английской писательницы Айрис Мёрдок, написанный в 1978 году и удостоенный Букеровской премии. Заглавие является аллюзией на крылатое выражение из «Анабасиса» Ксенофонта.

## Сюжет
Роман написан от первого лица в форме дневниковых записей. Главный герой — известный театральный режиссёр и бывший актёр Чарльз Эрроуби. Его жизнь, можно сказать, удалась: у него была слава, успех, признание, деньги и множество женщин. И вот ему шестьдесят с лишним лет — он не чувствует себя старым, но решает навсегда уйти из театра, уехать из Лондона и вообще ото всех, поселиться один, побыть наедине с самим собой и поразмыслить, наконец, о прожитой жизни.
Для этих целей герой покупает дом, который одиноко примостился на скалах на берегу моря. До ближайшего жилья несколько миль, а море бьется под самыми окнами. Скалы жесткие, грубые, с множеством расщелин и крутых обрывов, из-за которых очень трудно выбираться из моря после купания. Но Чарльз влюбляется в этот дом и в это место, и начинает там новую жизнь — такую, как ему всегда хотелось.
Целыми днями он бродит по окрестностям, наблюдает за изменчивостью моря, плавает, принимает солнечные ванны, собирает коллекцию морских камней, предается любимому своему хобби — изысканной кулинарии. В промежутках Чарльз начинает вести дневник — сначала он просто хочет описывать повседневность, вперемешку со своими мыслями, если они будут появляться. Но выходит совсем не так: прошлая жизнь, друзья, бывшие любовницы и, что совсем уже неожиданно — его первая любовь — вдруг нарушают это его уединение. Дневник превращается в захватывающий роман, перипетии которого заставляют Чарльза вспоминать все своё прошлое и продолжать своё настоящее, в процессе которого он приобретает жизненный опыт, может быть, более значимый, чем за все предыдущие свои шестьдесят лет.
Эта книга — рассуждение писателя о жизни вообще, о человеческих отношениях, о человеческом сознании, о демонах и богах внутреннего мира, о влиянии детских впечатлений на всю последующую жизнь. В конце Айрис Мердок не делает определённого вывода, мы видим только разрозненные мысли героя по поводу всего, им пережитого — но конечного вывода и не может быть. Нет конкретной проблемы, есть жизнь с её многослойностью — и в конце дневника герой именно это и понимает, и принимает, и на том успокаивается.